# Giuseppe Norsa
Giuseppe Norsa (Milano, 31 marzo 1898 – Milano, 25 dicembre 1982) è stato un calciatore italiano, di ruolo portiere.

## Carriera
Con il Milan disputa 8 gare subendo 15 gol nel campionato di Prima Divisione. È sepolto al Cimitero Monumentale di Milano, nel Riparto acattolici, nella tomba familiare.